# Ripollet
Ripollet ist eine katalanische Stadt in der Provinz Barcelona im Nordosten Spaniens. Sie liegt in der Comarca Vallès Occidental und gehört zur Metropolregion Àrea Metropolitana de Barcelona.

## Geographie
Ripollet liegt in der Provinz Barcelona in der Autonomen Gemeinschaft Katalonien am linken Ufer des Flusses Ripoll.

## Nachbargemeinden
Als Nachbargemeinden sind Barberà del Vallès, Cerdanyola del Vallès und Montcada i Reixac zu nennen.

## Bevölkerungsentwicklung
| 1900  | 1930  | 1950  | 1970   | 1986   | 2000   | 2005   |
| ----- | ----- | ----- | ------ | ------ | ------ | ------ |
| 1.501 | 3.324 | 3.736 | 20.197 | 25.833 | 29.877 | 34.735 |

## Sehenswürdigkeiten
- Kirche Sant Esteve

## Städtepartnerschaft
- Avrillé im Département Maine-et-Loire, (Frankreich) seit 1993

## Persönlichkeiten
- Teodoro Monteys (1895–?), Radrennfahrer
- Enrique Granados (1898–1953), Wasserballspieler
- Sara Ramírez (* 1987), Tischtennisspielerin